# توت (شیرینی)
شیرینی توت یکی از انواع شیرینی‌های سنتی ایرانی، که خاستگاه اولیه آن تهران است. در این نوع شیرینی، پودر بادام، پودر قند، گلاب و رنگ خوراکی بکار می‌رود. از مخلوط کردن مواد خمیری به دست می‌آید که به شکل توت درآورده شده و برای تزیین خلال پسته به عنوان دم توت استفاده می‌شود.